# Contea di Harris (Texas)
La contea di Harris (in inglese Harris County) è una contea dello Stato del Texas, negli Stati Uniti. La popolazione al censimento del 2000 era di 3 400 578 abitanti, passati a 4 092 459 nel 2010. Il capoluogo di contea è Houston.

## Geografia antropica

### Località incorporate
- Baytown (in parte nella contea di Chambers)
- Bellaire
- Bunker Hill Village
- Deer Park
- El Lago
- Friendswood (per la maggior parte nella contea di Galveston)
- Galena Park
- Hedwig Village
- Hilshire Village
- Houston (parti si trovano anche in altre contee)
- Humble
- Hunters Creek Village
- Jacinto City
- Jersey Village
- Katy (parti si trovano anche in altre contee)
- La Porte
- League City (per la maggior parte nella contea di Galveston)
- Missouri City (per la maggior parte nella contea di Fort Bend)
- Morgan's Point
- Nassau Bay
- Pasadena
- Pearland (parti si trovano anche in altre contee)
- Piney Point Village
- Seabrook
- Shoreacres
- South Houston
- Southside Place
- Spring
- Spring Valley Village
- Stafford (per la maggior parte nella contea di Fort Bend)
- Taylor Lake Village
- Tomball
- Waller
- Webster
- West University Place

### Census-designated place (CDP)
- Aldine
- Atascocita
- Barrett
- Channelview
- Cinco Ranch (in parte nella contea di Fort Bend)
- Cloverleaf
- Crosby
- Highlands
- Mission Bend (in parte nella contea di Fort Bend)
- Sheldon
- Spring